# تپه قلعه منیژه
تپه قلعه منیژه مربوط به دوره ساسانیان است و در شهرستان سرپل ذهاب، بخش مرکز ی، دهستان بشیوه پاتاق، ۱۵۰ متری شمال روستای بلوان واقع شده و این اثر در تاریخ ۲۶ اسفند ۱۳۸۷ با شمارهٔ ثبت ۲۵۶۱۰ به‌عنوان یکی از آثار ملی ایران به ثبت رسیده است.